# Putschversuch in Marokko 1972
Ein Putschversuch in Marokko fand am 16. August 1972 statt. Verteidigungsminister Mohammed Oufkir versuchte, Hassan II. von Marokko zu stürzen.

## Vorgeschichte
Der Anführer des Putsches, Mohammed Oufkir, hatte Karriere im französischen Militär gemacht. Die Regierung Frankreichs setzte bei Mohammed V.  Oufkirs Regierungsbeteiligung nach der Unabhängigkeit Marokkos am 3. März 1956 durch. 
1965 bat Mohammed Oufkir den israelischen Geheimdienst Mossad, dabei zu helfen, den Oppositionspolitiker Mehdi Ben Barka zum Schweigen zu bringen. Der Direktor des Mossad, Meir Amit, stimmte zu. Im Oktober 1965 wurde Ben Barka aus der Schweiz über die Grenze nach Frankreich gelockt und von zwei Botschaftsangehörigen entführt und ermordet. Oufkir wurde von einem Pariser Gericht am 5. Juni 1967 in Abwesenheit wegen Mordes verurteilt, während der anwesende General Ahmed Dlimi freigesprochen wurde, was Inkonsequenz des Gerichtes bei der Würdigung der Beweislage nahelegt.
Am 10. Juli 1971 scheiterte ein Militärputsch im Sommerpalast Skhirat bei Rabat, und Oufkir wurde Generalstabschef und Verteidigungsminister in der Regierung von Mohammed Karim Lamrani.

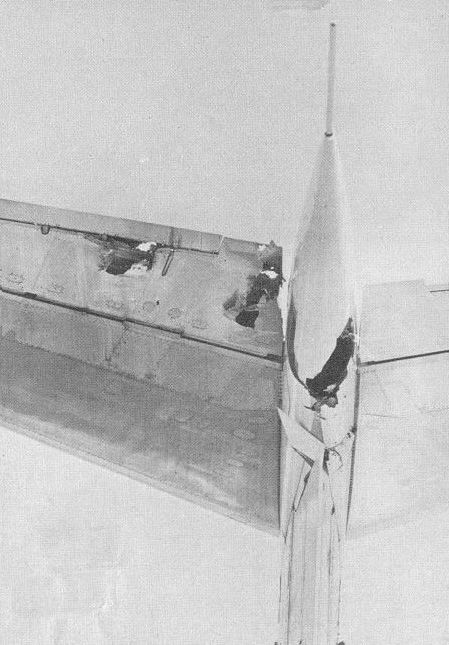
Das beschädigte Heck der Boeing 727 nach dem Putschversuch.

## Verlauf
Hassan II. hatte volles Vertrauen in  Mohammed Oufkir. Als Hassan II. 1972 eine Reise nach Paris machte, konnte Oufkir nicht mitreisen, da in Frankreich ein Haftbefehl gegen ihn vorlag. Dies wollte Oufkir zu einem Putschversuch nutzen.
Am 16. August 1972 kehrte Hassan II. mit dreien seiner Kinder und seinem Bruder, Moulay Abdullah, unangekündigt an Bord seiner Boeing 727 zurück. Das Annähern der Boeing 727 wurde durch die marokkanische Luftraumüberwachung registriert und mehrere Northrop F-5 der Marokkanischen Luftwaffe starteten vom Luftwaffenstützpunkt Kenitra, offiziell um den Verletzer des marokkanischen Luftraumes abzufangen.
Auf der Höhe von Tétouan hatten die Piloten der Abfangjäger mit dem Piloten der Boeing, Mohammed Kabbej, Sichtkontakt und bedeuteten ihm, auf dem Stützpunkt Kenitra zu landen. Sie beschossen nach dessen Weigerung das Flugzeug und die Boeing 727 setzte zum Landeanflug auf Kenitra an. Hassan II.  wies Mohammed Kabbej jedoch an, durchzustarten. Die Landung auf dem Flughafen Rabat-Salé kündigte Mohammed Kabbej über Funk als Notlandung an, da zwei der drei Triebwerke ausgefallen seien. Hassan II. konnte sich in seinen Palast in Skhirat in Sicherheit bringen.
Der loyale General Ahmed Dlimi wurde von Hassan II. angewiesen, den Putsch niederzuschlagen. Die Piloten der Northrop F-5 Major Kouera el Ouafi und Lieutenant Colonel Mohamed Amekrane flüchteten nach Gibraltar, erhielten aber kein Asyl. Der zwangsweise nach Marokko zurückgekehrte Amekrane nannte als Hintermann des Attentats explizit General Oufkir. Daraufhin bestellte Hassan II. Mohammad Oufkir in den Palast und ließ ihn von Ahmed Dlimi und Hafid Alouni, seinem Protokollchef, töten. Im Procès des aviateurs wurde vom Gericht festgestellt, dass die Vorsehung der Baraka Hassan II. gerettet habe.
Hassan II. übernahm persönlich die Ämter des Verteidigungsministers und des Generalstabschefs. Mohammed Kabbej wurde zum Chief Operating Officer der Royal Air Maroc.